# Castillejos
Castillejos là một đô thị ở tỉnh Zambales, Philippines. Thông tin điều tra dân số năm 2000 của Philipin, đô thị này có dân số 33.108 người trong 7.238 hộ.